# سام مرسی
سام مرسی (انگلیسی: Sam Morsy؛ زادهٔ ۱۰ سپتامبر ۱۹۹۱) یک ورزشکار اهل بریتانیا است.
از باشگاه‌هایی که در آن بازی کرده‌است می‌توان به باشگاه فوتبال چسترفیلد، باشگاه فوتبال پورت ویل، و باشگاه فوتبال ویگان اتلتیک اشاره کرد.
وی همچنین در تیم‌های ملی فوتبال مصر بازی کرده‌است.